# Campionati mondiali di sollevamento pesi 1978
I Campionati mondiali di sollevamento pesi 1978, 52ª edizione della manifestazione, si svolsero a Gettysburg in Pennsylvania dal 4 all'8 ottobre 1978.

## Titoli in palio
| Categoria            | Eventi         | Atleti |
| -------------------- | -------------- | ------ |
| Pesi mosca           | Fino a 52 kg   | 17     |
| Pesi gallo           | Fino a 56 kg   | 17     |
| Pesi piuma           | Fino a 60 kg   | 25     |
| Pesi leggeri         | Fino a 67,5 kg | 19     |
| Pesi medi            | Fino a 75 kg   | 18     |
| Pesi massimi leggeri | Fino a 82,5 kg | 21     |
| Pesi mediomassimi    | Fino a 90 kg   | 18     |
| Pesi massimi primi   | Fino a 100 kg  | 18     |
| Pesi massimi         | Fino a 110 kg  | 18     |
| Pesi supermassimi    | Oltre i 110 kg | 14     |

## Nazioni partecipanti
Le nazioni che hanno partecipato ai campionati furono 35 per un totale di 185 atleti partecipanti. Tra questi, la suddivisione continentale è la seguente: 101 atleti europei, 49 americani, 28 asiatici, 1 africani e 6 oceaniani. Tra parentesi i partecipanti per nazione.
- Australia (6)
- Austria (2)
- Belgio (1)
- Bulgaria (10)
- Canada (6)
- Cecoslovacchia (5)
- Corea del Nord (10)
- Corea del Sud (2)
- Cuba (10)
- Danimarca (3)
- Finlandia (5)
- Francia (4)
- Germania Est (8)
- Germania Ovest (10)
- Giappone (8)
- Grecia (3)
- Guatemala (2)
- Indonesia (2)
- Iran (4)
- Iraq (2)
- Israele (3)
- Libia (1)
- Messico (4)
- Norvegia (1)
- Polonia (10)
- Porto Rico (2)
- Regno Unito (5)
- Rep. Dominicana (6)
- Romania (4)
- Spagna (1)
- Stati Uniti (10)
- Svezia (6)
- Ungheria (10)
- Unione Sovietica (10)
- Venezuela (9)

## Risultati
| Evento  | Oro                | Oro      | Argento            | Argento  | Bronzo              | Bronzo   |
| 52 kg   | 52 kg              | 52 kg    | 52 kg              | 52 kg    | 52 kg               | 52 kg    |
| ------- | ------------------ | -------- | ------------------ | -------- | ------------------- | -------- |
| Strappo | Kanıbek Osmonaliev | 105,0 kg | Tadeusz Golik      | 105,0 kg | Francisco Casamayor | 102,5 kg |
| Slancio | Kanıbek Osmonaliev | 135,0 kg | Tadeusz Golik      | 132,5 kg | Masatomo Takeuchi   | 130,0 kg |
| Totale  | Kanıbek Osmonaliev | 240,0 kg | Tadeusz Golik      | 237,5 kg | Francisco Casamayor | 230,0 kg |
| 56 kg   |                    |          |                    |          |                     |          |
| Strappo | Daniel Núñez       | 117,5 kg | Marek Seweryn      | 115,0 kg | Stefan Dimitrov     | 110,0 kg |
| Slancio | Kenkichi Andō      | 145,0 kg | Tadeusz Dembończyk | 142,5 kg | Daniel Núñez        | 142,5 kg |
| Totale  | Daniel Núñez       | 260,0 kg | Marek Seweryn      | 252,5 kg | Kenkichi Andō       | 252,5 kg |
| 60 kg   |                    |          |                    |          |                     |          |
| Strappo | István Lénárt      | 122,5 kg | László Száraz      | 122,5 kg | Tan Hanyong         | 120,0 kg |
| Slancio | Takashi Saitō      | 157,5 kg | Marek Sachmaciński | 155,0 kg | Nikolaj Kolesnikov  | 152,5 kg |
| Totale  | Nikolaj Kolesnikov | 270,0 kg | Takashi Saitō      | 267,5 kg | Valentin Todorov    | 267,5 kg |
| 67,5 kg |                    |          |                    |          |                     |          |
| Strappo | Mario Villalobo    | 135,0 kg | Janko Rusev        | 135,0 kg | Virgil Dociu        | 132,5 kg |
| Slancio | Janko Rusev        | 175,0 kg | Zbigniew Kaczmarek | 172,5 kg | Günter Ambraß       | 170,0 kg |
| Totale  | Janko Rusev        | 310,0 kg | Zbigniew Kaczmarek | 302,5 kg | Günter Ambraß       | 300,0 kg |
| 75 kg   |                    |          |                    |          |                     |          |
| Strappo | Roberto Urrutia    | 155,0 kg | Julio Echenique    | 147,5 kg | Vardan Militosyan   | 147,5 kg |
| Slancio | Roberto Urrutia    | 192,5 kg | Peter Wenzel       | 190,0 kg | Vardan Militosyan   | 190,0 kg |
| Totale  | Roberto Urrutia    | 347,5 kg | Vardan Militosyan  | 337,5 kg | Peter Wenzel        | 335,0 kg |
| 82,5 kg |                    |          |                    |          |                     |          |
| Strappo | Jurij Vardanjan    | 170,0 kg | Péter Baczakó      | 157,5 kg | Paweł Rabczewski    | 150,0 kg |
| Slancio | Jurij Vardanjan    | 207,5 kg | Daniel Zayas       | 195,0 kg | Péter Baczakó       | 195,0 kg |
| Totale  | Jurij Vardanjan    | 377,5 kg | Péter Baczakó      | 352,5 kg | Paweł Rabczewski    | 345,0 kg |
| 90 kg   |                    |          |                    |          |                     |          |
| Strappo | Andon Nikolov      | 170,0 kg | György Rehus-Uzor  | 165,0 kg | Ferenc Antalovics   | 165,0 kg |
| Slancio | Rolf Milser        | 215,0 kg | Gennadij Bessonov  | 210,0 kg | Ferenc Antalovics   | 202,5 kg |
| Totale  | Rolf Milser        | 377,5 kg | Gennadij Bessonov  | 375,0 kg | Ferenc Antalovics   | 367,5 kg |
| 100 kg  |                    |          |                    |          |                     |          |
| Strappo | Sergej Arakelov    | 172,5 kg | David Rigert       | 170,0 kg | Manfred Funke       | 167,5 kg |
| Slancio | David Rigert       | 220,0 kg | Sergej Arakelov    | 217,5 kg | Anton Baraniak      | 205,0 kg |
| Totale  | David Rigert       | 390,0 kg | Sergej Arakelov    | 390,0 kg | Manfred Funke       | 367,5 kg |
| 110 kg  |                    |          |                    |          |                     |          |
| Strappo | Leif Nilsson       | 175,0 kg | Jurij Zajcev       | 172,5 kg | Jürgen Ciezki       | 170,0 kg |
| Slancio | Jurij Zajcev       | 230,0 kg | Jürgen Ciezki      | 215,0 kg | György Szalai       | 210,0 kg |
| Totale  | Jurij Zajcev       | 402,5 kg | Jürgen Ciezki      | 385,0 kg | Leif Nilsson        | 385,0 kg |
| +110 kg |                    |          |                    |          |                     |          |
| Strappo | Sultan Rachmanov   | 187,5 kg | Hristo Plačkov     | 187,5 kg | Jürgen Heuser       | 185,0 kg |
| Slancio | Gerd Bonk          | 235,0 kg | Jürgen Heuser      | 232,5 kg | Sultan Rachmanov    | 230,0 kg |
| Totale  | Jürgen Heuser      | 417,5 kg | Sultan Rachmanov   | 417,5 kg | Gerd Bonk           | 410,0 kg |

## Medagliere

### Grandi (totale)
Riferito al totale dell'esercizio: 9 nazioni sono entrate nel medagliere.
| Posiz. | Nazione          | Oro | Argento | Bronzo | Totale |
| ------ | ---------------- | --- | ------- | ------ | ------ |
| 1      | Unione Sovietica | 5   | 4       | 0      | 9      |
| 2      | Cuba             | 2   | 0       | 1      | 3      |
| 3      | Germania Est     | 1   | 1       | 4      | 6      |
| 4      | Bulgaria         | 1   | 0       | 1      | 2      |
| 5      | Germania Ovest   | 1   | 0       | 0      | 1      |
| 6      | Polonia          | 0   | 3       | 1      | 4      |
| 7      | Ungheria         | 0   | 1       | 1      | 2      |
| 7      | Giappone         | 0   | 1       | 1      | 2      |
| 9      | Svezia           | 0   | 0       | 1      | 1      |
| Totale | Totale           | 10  | 10      | 10     | 30     |

### Grandi (totale) e Piccole (Strappo e slancio)
Riferito al totale dell'esercizio e delle due specialità: 12 nazioni sono entrate nel medagliere. 
| Posiz. | Nazione          | Oro | Argento | Bronzo | Totale |
| ------ | ---------------- | --- | ------- | ------ | ------ |
| 1      | Unione Sovietica | 13  | 8       | 4      | 25     |
| 2      | Cuba             | 6   | 2       | 3      | 11     |
| 3      | Bulgaria         | 3   | 2       | 2      | 7      |
| 4      | Germania Est     | 2   | 4       | 8      | 14     |
| 5      | Giappone         | 2   | 1       | 2      | 5      |
| 6      | Germania Ovest   | 2   | 0       | 0      | 2      |
| 7      | Ungheria         | 1   | 4       | 5      | 10     |
| 8      | Svezia           | 1   | 0       | 1      | 2      |
| 9      | Polonia          | 0   | 9       | 2      | 11     |
| 10     | Cina             | 0   | 0       | 1      | 1      |
| 10     | Cecoslovacchia   | 0   | 0       | 1      | 1      |
| 10     | Romania          | 0   | 0       | 1      | 1      |
| Totale | Totale           | 30  | 30      | 30     | 90     |